# Tancua
Tancua – miejscowość i gmina we Francji, w regionie Burgundia-Franche-Comté, w departamencie Jura.
Według danych na rok 1990 gminę zamieszkiwało 158 osób, a gęstość zaludnienia wynosiła 23 osoby/km² (wśród 1786 gmin Franche-Comté Tancua plasuje się na 586. miejscu pod względem liczby ludności, natomiast pod względem powierzchni na miejscu 651.).